# Anaïs Bescond
Anaïs Bescond (n. 15 mai 1987, Aunay-sur-Odon, Basse-Normandie, Franța) este o biatlonistă ce a reprezentat Franța, medaliată olimpică. A participat la 3 ediții ale Jocurilor Olimpice (2014, 2018, 2022) în care a câștigat o medalie de aur și două medalii de bronz.